# Robert Bigelow
Pour les articles homonymes, voir Bigelow.
Robert T. Bigelow (né le 12 Mai 1944) est un entrepreneur américain dans les domaines hôtelier et aérospatial. Il est le propriétaire de la chaîne d'hôtels Budget Suites of America et le fondateur de Bigelow Aerospace,.

## Jeunesse et formation
Bigelow grandit à Las Vegas (Nevada). Il y fréquente la Highland Elementary School. Il est marqué par la science alors qu'il est témoin d'un essai nucléaire réalisé sur le site d'essais du Nevada, à quelque 70 kilomètres au nord-ouest de la ville.
Bigelow affirme qu'à l'âge de 12 ans, il a « décidé qu'il orienterait sa carrière dans le domaine du vol spatial malgré ses faiblesses [en mathématiques]. Il prit la résolution de choisir une carrière qui le rendrait suffisamment riche afin qu'un jour il puisse recruter l'expertise scientifique nécessaire pour lancer son propre programme spatial. Jusqu'à ce jour, il ne parlerait de son projet à personne, pas même à sa femme,,. »
En 1962, il commence des études à l'université du Nevada à Reno, où il étudie les transactions bancaires et l'immobilier. Il obtient un diplôme de l'université d'État de l'Arizona en 1967.
Bigelow est marié et a deux enfants (deux garçons nés en 1964 et 1967), dont l'aîné porte son prénom Robert Junior. Le second est mort brutalement, il avait une vingtaine d'années.

## Carrière
De la fin des années 1960 jusqu'aux années 1990, Bigelow travaille dans le domaine de l'immobilier commercial (hôtels, motels et appartements),. Il a ainsi géré la construction d'environ 15 000 unités et en a acheté environ 8 000.
En 1999, il fonde Bigelow Aerospace. Il affirme qu'il planifie d'investir jusqu'à 500 millions de dollars américains (USD) afin de développer la première station spatiale commerciale.
Bigelow Aerospace lance deux modules spatiaux expérimentaux : Genesis I et Genesis II et planifie des habitats spatiaux pouvant servir d'hôtel, de laboratoire de recherche et des usines.
Bigelow gère la construction du module BEAM pour la station spatiale internationale. Le lancement a été effectué en 2015 à l'aide du cargo CRS-8 de SpaceX.